# Bimichaelia novazealandica
Bimichaelia novazealandica är en spindeldjursart som beskrevs av Womersley 1944. Bimichaelia novazealandica ingår i släktet Bimichaelia och familjen Pachygnathidae. Inga underarter finns listade.